# Великий век

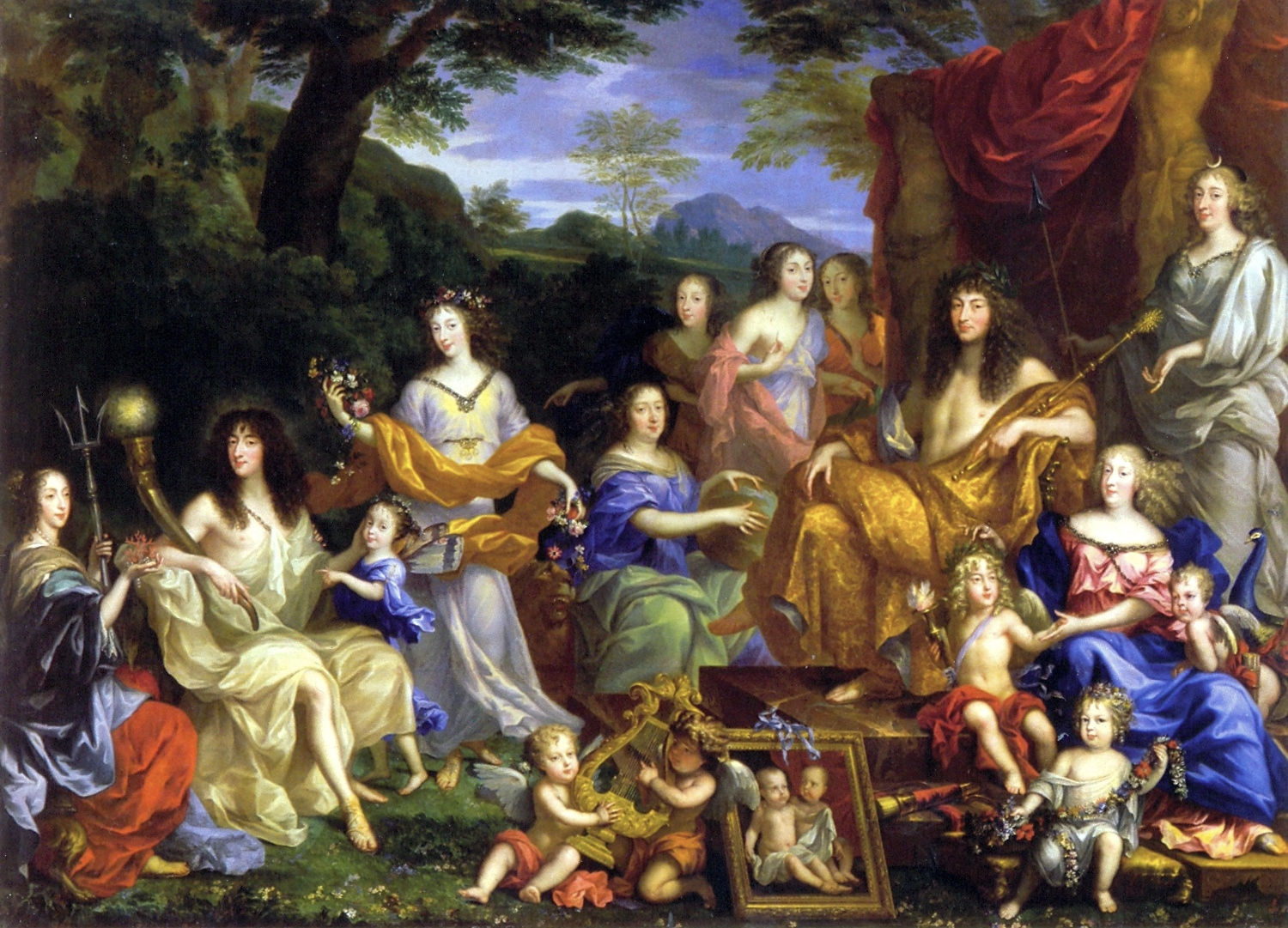
Людовик XIV с семьей (1670)

Великий век (фр. Grand Siècle) — традиционно выделяемый во французской историографии период правления трёх первых королей династии Бурбонов — Генриха IV Великого (1589—1610), Людовика XIII Справедливого (1610—1643) и Людовика XIV, Короля-Солнце (1643—1715). Эпоха Ренессанса и Религиозных войн, Великий век и галантный век в совокупности образуют эпоху дореволюционной Франции, или Старого режима во Франции.
Подписанием Нантского эдикта была подведена черта под кровопролитной эпохой гражданских войн. Завершившаяся централизация Франции создала предпосылки для внешней экспансии в Европе и в колониях. Благодаря дальновидной политике этих трёх монархов и их советников — герцога Сюлли, кардиналов Ришельё и Мазарини, министра финансов Кольбера — к концу XVII века в военно-политическом и культурно-идеологических аспектах Франция подошла в качестве гегемона Европы. Следствием этого стала повальная галломания национальных элит.
Война за испанское наследство (1701—1714) наметила ослабление позиций Франции в противостоянии с Англией, где в результате Славной революции 1688 года режим Стюартов сменился конституционной монархией. После смерти Людовика XIV в 1715 году во Франции наметился кризис абсолютной монархии, который пришёлся на время, вошедшее в историю под названием «Галантного века».